# Sora-Q

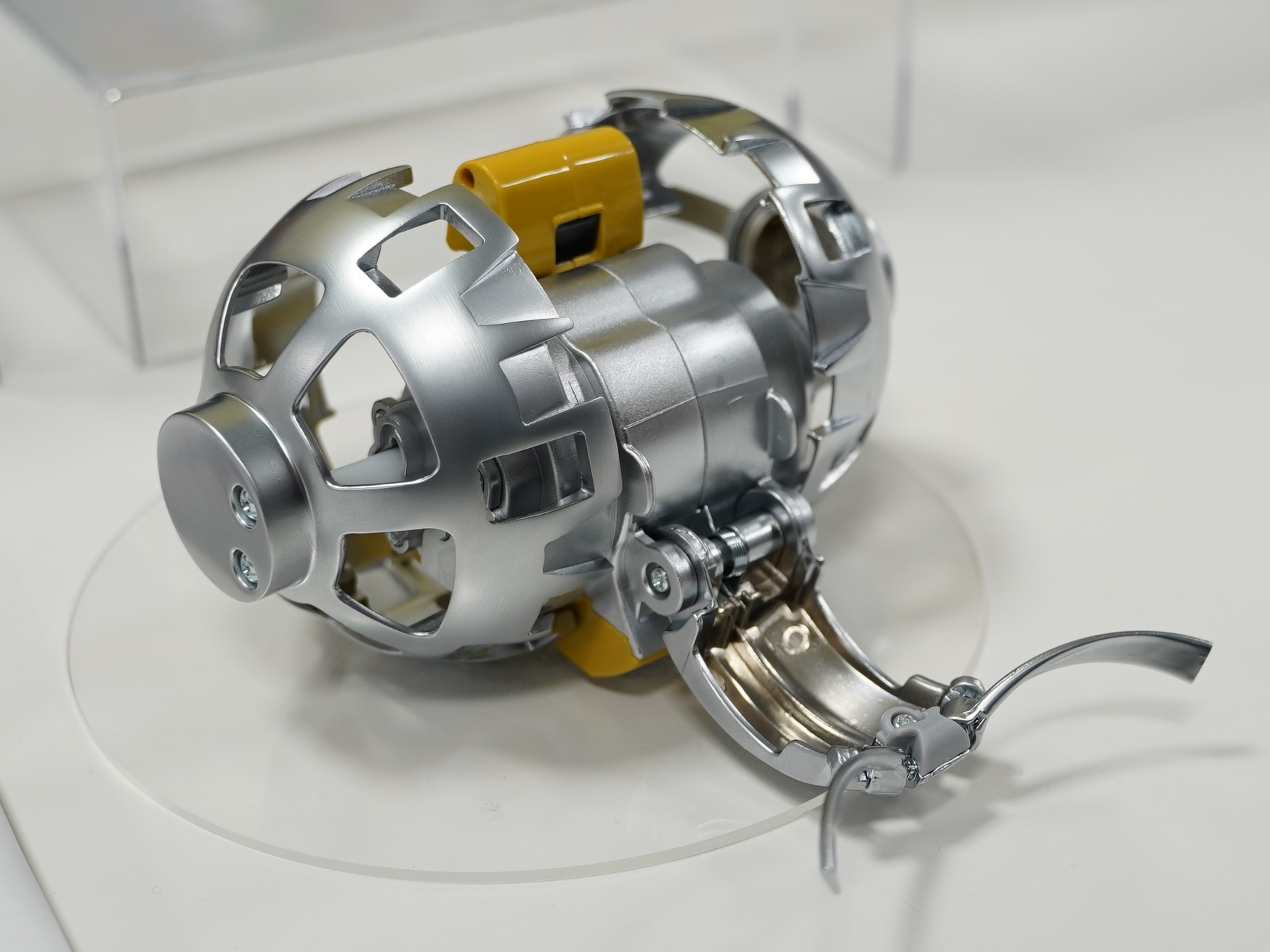
SORA-Q, lors de la journée portes ouvertes spéciale du campus JAXA Sagamihara.

Sora-Q (ソラキュー, officiellement Lunar Excursion Vehicle 2 (LEV-2)) est un robot lunaire japonais transformable ultra-compact conçu par le fabricant de jouets Takara Tomy en coopération avec l'agence spatiale japonaise, la JAXA, Mitsubishi Electric, Sony et l'université Dōshisha,,. Il a la forme d'une boule de 8 cm de diamètre, est mobile et manœuvrable à la surface de la Lune, et est capable d'acquérir des données de la surface lunaire et de les transmettre à la Terre.
Un premier exemplaire a été envoyé sur la Lune à bord de la mission Hakuto-R M1 et un deuxième est expédié sur la Lune par la JAXA en 2023, à bord de la mission SLIM.

## Origine du nom
Le nom Sora-Q ソラキュー est composé de ソラ : « ciel, Univers » et de Q : « question » et « quest » (« quête » en français), associé à 球 (kyū), « sphère » et sa silhouette de côté, ressemblant à la lettre Q,

## Historique
Le Sora-Q est un mini robot transformable conçu principalement par Kenta Hashiba, ingénieur chez Takara Tomy, au professeur Kimitaka Watanabe de l'université Dōshisha à Kyoto, et Yosuke Yoneda, qui a participé au développement initial.

## Caractéristiques
Le Sora-Q est fabriqué à partir d'un type d'aluminium et de plastique conçu pour résister aux températures lunaires extrêmes. Il pèse 250 grammes.
Le robot peut se changer en une sphère d'un diamètre d'environ 8 cm. Kenta Hashiba dit s'être directement inspiré des Transformers pour la conception et plus précisément des Zoids, des jouets robots qui se transforment en dinosaures et autres créatures. Avec l'axe de rotation de la roue centrale du robot, le sable du régolithe lunaire n'exerce aucun frottement même sur le dessus, les roues qui sortent devant pourront avancer tout en compactant le sable malgré le poids très réduit de ce dispositif. Ce déplacement de l'essieu était un dispositif pour le déplacement des jouets Zoids. Le robot se transforme en boule parce que la forme sphérique avant la déformation est résistante aux chocs. Étant donné que le corps lui-même est une roue, le nombre de pièces est réduit, et il est léger et difficile à casser. Équipé de deux caméras, il peut prendre des photos et observer l'environnement sélénite. Il doit être utilisé dans des environnements tels que les pentes et le sable.
Le robot est alimenté par une batterie à usage unique qui lui donne une durée de vie de deux heures.

### Jouet
Le Sora-Q ressemble à un jouet, la firme Takara Tomy ayant commercialisé une réplique pilotable sous le nom de Sora-Q Flagship Model.

## Missions

### Hakuto-R M1
Le premier robot Sora-Q, est lancé en 2022 à bord de la mission Hakuto-R M1, qui s'écrase finalement sur la Lune en 2023.

### SLIM
Sora-Q est l'un des deux démonstrateurs technologiques embarqués à bord de la mission SLIM, les LEV (Lunar Excursion Vehicle),. Le premier, LEV-1, est un robot sauteur. Le second, LEV-2, est le robot à roues Sora-Q.